# Kenny Bee
Kenny Bee, de son vrai nom Chung Chun-to (鍾鎮濤, né le 23 février 1953), est un chanteur et acteur hongkongais. Membre du groupe The Wynners, il mène également une carrière solo s'étalant sur presque 30 ans.

## Biographie
Bee fait son entrée dans l'industrie du divertissement à Hong Kong en 1973 en tant que membre du groupe The Wynners, populaire dans les années 1970, chantant aux côtés d'Alan Tam. Avant de rejoindre ce groupe, il était chanteur et saxophoniste dans le circuit des discothèques de Hong Kong et avait brièvement dirigé un groupe appelé The Sergeant Majors.

### Cinéma
Alors que les membres des Wynners se séparent en 1978, Bee se lance dans une carrière d'acteur à Taïwan, jouant le rôle principal de plusieurs films romantiques, parmi lesquels The Story of a Small Town (en) (1979) et Good Morning, Taipei (1979) de Li Hsing (en), tous deux remportant le Golden Horse Award, et Green, Green Grass of Home (1983) de Hou Hsiao-hsien.
Dans les années 1980, Bee retourne à Hong Kong et connait une carrière prolifique au cinéma, principalement dans les comédies romantiques, comme dans Let's Make Laugh (1983) d'Alfred Cheung, Shanghai Blues (1984) de Tsui Hark, Fist of Fury 1991 (1991) avec Stephen Chow, Le Festin chinois (1995) de Tsui Hark et Initial D (2005) d'Andrew Lau et Alan Mak. De plus, il est également le réalisateur de 100 Ways to Murder Your Wife (1986), jouant dedans aux côtés de Chow Yun-fat et Anita Mui.

### Musique
Parallèlement à sa carrière d'acteur, Bee poursuit une carrière en tant qu'auteur-compositeur-interprète solo et a sorti à ce jour plus de 50 albums studio et de compilation, en cantonais, mandarin et anglais. Les années 1980 marquent l'apogée de sa popularité auprès du public de Hong Kong, avec quatre de ses albums studio certifiés disques d'or et deux de platine. Ses succès durant cette période sont Let Everything Be Gone With the Wind (讓一切隨風), If We Were Meant To Be (要是有緣) et A Romance (一段情).
Connu pour sa voix caractéristique et enrouée, il écrit la plupart de ses chansons et joue de plusieurs instruments. Au début de sa carrière, il était souvent vu sur scène avec un clavier ou un saxophone. Lors de représentations récentes, il s'accompagne généralement d'une guitare.
Bee sort son dernier album cantonais, Escape (濤出新天), en décembre 2006, accompagné de son nouveau groupe Black Tea.
Bee a récemment collaboré avec le luthier de violons Scott Cao (en) pour concevoir une gamme de guitares classiques appelée Bonstar. En 2008, il donne une série de concerts solo au Hong Kong Coliseum, ainsi qu'à Singapour et à Macao. En plus de travailler en solo, les Wynners poursuivent également une tournée mondiale.

## Vie privée
Bee a un frère, ainsi que six demi-frères et sœurs du côté de son père, ancien agent immobilier. Il se marie avec la femme mondaine devenue actrice Teresa Cheung (en) en 1988, avec qui il a eu un fils, Nicholas Bee, et une fille, Chloe Bee. Le mariage se termine par un divorce très médiatisé en 1999, alimentant pendant de nombreux mois les tabloïds sur des histoires de relations extraconjugales, d'habitudes de consommation coûteuses et de problèmes financiers. Bee se déclare officiellement en faillite personnelle en 2002, expirant le 17 octobre 2006. Il vit actuellement avec sa deuxième femme, Fan Jiang, avec qui il a deux filles.
En décembre 2007, Bee sort son autobiographie, MacDonnell Road, du nom de la rue de Hong Kong où il a grandi (MacDonnell Road (en)).

## Filmographie
| Année | Titre                            | Rôle                | Notes                      |
| ----- | -------------------------------- | ------------------- | -------------------------- |
| 1975  | Let's Rock                       |                     |                            |
| 1976  | Gonna Get You                    |                     |                            |
| 1977  | Rainbow in My Heart              |                     |                            |
| 1977  | Chelsia, My Love                 |                     |                            |
| 1978  | Making It                        |                     |                            |
| 1979  | The Story of a Small Town        |                     |                            |
| 1979  | Good Morning, Taipei             |                     |                            |
| 1979  | All's Well that Does Well        |                     |                            |
| 1980  | Sai Fung Dik Ku Heung            |                     |                            |
| 1980  | The Spooky Bunch                 |                     |                            |
| 1980  | Cute Girl                        |                     | alias Lovable You          |
| 1980  | Don't Forget the Promise         |                     |                            |
| 1980  | Spring in Autumn                 |                     |                            |
| 1980  | Burning Love                     |                     |                            |
| 1980  | Love Comes from the Sea          |                     |                            |
| 1981  | Errant Love                      |                     |                            |
| 1981  | My Cape of Many Dreams           |                     |                            |
| 1981  | Another Spring                   |                     | alias Once Again with Love |
| 1981  | Bang Bang Yat Chun Sam           |                     |                            |
| 1981  | The Funniest Movie               |                     |                            |
| 1981  | Undated Wedding                  |                     |                            |
| 1981  | Fung Kwong Sai Kai               |                     |                            |
| 1981  | The Land of the Brave            |                     |                            |
| 1981  | Special Treatment                |                     |                            |
| 1981  | Cheerful Wind                    |                     |                            |
| 1981  | Lucky By Chance                  |                     |                            |
| 1982  | Crimson Street                   |                     |                            |
| 1982  | Six is Company                   |                     |                            |
| 1982  | The Green, Green Grass of Home   |                     |                            |
| 1982  | Ye Sing Dik Ching Chun           |                     |                            |
| 1983  | Let's Make Laugh                 |                     |                            |
| 1984  | Prince Charming                  |                     |                            |
| 1984  | And Now What's Your Name         |                     |                            |
| 1984  | The Funny General                |                     |                            |
| 1984  | Shanghai Blues                   |                     |                            |
| 1985  | The Flying Mr. B                 |                     |                            |
| 1986  | Strange Bedfellow                |                     |                            |
| 1986  | 100 Ways to Murder Your Wife     |                     |                            |
| 1986  | Shanghaï Express                 | Fook Loi            |                            |
| 1987  | To Err is Humane                 |                     |                            |
| 1987  | Mister Dynamite                  | un membre du groupe |                            |
| 1987  | Reincarnation                    |                     |                            |
| 1987  | My Cousin, the Ghost             |                     |                            |
| 1987  | My Heart is that Eternal Rose    |                     |                            |
| 1987  | Le Marin des mers de Chine 2     |                     |                            |
| 1987  | The Happy Bigamist               |                     |                            |
| 1988  | Mr. Possessed                    |                     |                            |
| 1988  | One Husband Too Many             |                     |                            |
| 1988  | 18 Times                         |                     |                            |
| 1988  | Spy Games                        |                     |                            |
| 1989  | Happy Together                   |                     |                            |
| 1989  | A Fishy Story                    |                     |                            |
| 1989  | Burning Sensation                |                     |                            |
| 1989  | City Squeeze                     |                     |                            |
| 1989  | The Bachelor's Swan Song         | Chan Chi-nam        |                            |
| 1989  | Hearts No Flowers                |                     |                            |
| 1989  | Big Brother                      |                     | caméo                      |
| 1989  | My Heart Is That Eternal Rose    |                     |                            |
| 1990  | BB30                             |                     |                            |
| 1991  | Sisters of the World Unite       |                     |                            |
| 1991  | Mainland Dundee                  |                     |                            |
| 1991  | Top Bet                          |                     |                            |
| 1991  | Today's Hero                     |                     |                            |
| 1991  | Fist of Fury 1991                | Smart               |                            |
| 1992  | Fist of Fury 1991 2              |                     |                            |
| 1992  | Mary from Beijing                |                     | aka Awakening              |
| 1992  | Once a Black Sheep               |                     |                            |
| 1992  | Saviour of the Soul              | Siu-Chuen           |                            |
| 1992  | The Ape which Turned into a Man  |                     |                            |
| 1993  | The Eagle Shooting Heroes        | Wong Chung-yeung    |                            |
| 1993  | The Tigers: the Legend of Canton |                     |                            |
| 1993  | Rose Rose I Love You             |                     |                            |
| 1993  | Moon Warriors                    | l'empereur Yen Ling |                            |
| 1995  | Ten Brothers                     |                     |                            |
| 1995  | Le Festin chinois                | Kit                 |                            |
| 1996  | What a Wonderful Life            |                     |                            |
| 1996  | Twinkle, Twinkle Lucky Star      |                     |                            |
| 1998  | Ninth Happiness                  |                     |                            |
| 2000  | Healing Hearts                   |                     |                            |
| 2002  | Happy Family                     | Mr Han              |                            |
| 2002  | Troublesome Night 16             | Sung Kong           |                            |
| 2004  | Super Model                      |                     |                            |
| 2004  | Elixir of Love                   |                     |                            |
| 2004  | Leave Me Alone                   |                     |                            |
| 2005  | Initial D                        | Yuichi Tachibana    |                            |
| 2005  | La Technique du Chinois          |                     |                            |
| 2006  | Shanghai Red                     |                     |                            |
| 2006  | The Return of the Condor Heroes  | Gongsun Zhi         |                            |
| 2007  | It's a Wonderful Life            |                     |                            |
| 2010  | Just Another Pandora's Box       |                     |                            |
| 2010  | Shanghai Blue                    |                     |                            |
| 2011  | Mr. Zhai                         |                     |                            |
| 2011  | A Land without Boundaries        |                     |                            |
| 2011  | East Meets West 2011             |                     |                            |
| 2012  | 100% Kiss                        |                     |                            |
| 2012  | Together                         |                     |                            |
| 2013  | The Rooftop                      |                     |                            |
| 2013  | Traversal 101                    |                     |                            |
| 2013  | Star of Bethlehem                |                     |                            |
| 2018  | Les Sentinelles du Pacifique     |                     |                            |
| 2018  | House of the Rising Sons         |                     |                            |
| 2019  | Fagara                           |                     |                            |

,

## Discographie

### Albums en cantonais
- 閃閃星辰 – 1980
- 不可以不想你 – 1981
- 說愛就愛 – 1983
- 要是有緣 – 1983
- 我行我素 – 1984.07
- 鍾鎮濤精選 (collection) – 1984
- 痴心的一句 – 1985.01
- 鍾鎮濤(淚之旅) – 1985.09
- 鍾鎮濤(trip mix): 淚之旅/太多考驗 (12" single mix) – 1985
- 情變 – 1986.05
- 鍾鎮濤(trip mix II): 香腸、蚊帳、機關槍/原諒我 (12" single mix) – 1986
- 最佳鍾鎮濤 (nouvelles chansons + collection) – 1986
- 寂寞 – 1987.03
- 聽濤 – 1987.10
- 晴 – 1988.05
- 情有獨鍾 (nouvelles chansons + collection) – 1988.10
- 人潮內... 我像獨行 – 1989.03
- 看星的日子 – 1989
- B歌 (collection, distribué à Singapour) – 1989
- 鍾鎮濤 (3" CD, Collection) – 1990
- 不死鳥 – 1990
- 仍是真心 – 1992.08
- 全部為你 – 1993
- 鍾鎮濤金曲精選 (2 disques, collection) – 1993.12
- 88極品音色系列: 鍾鎮濤 Kenny Bee (collection) – 1997.07
- B計劃 (2 disques, nouvelles chansons + collection) – 1998.03
- B歌集 (2 disques, collection) – 1998.07
- 鍾鎮濤dCS聲選輯 (collection) – 2000.02
- 俠骨仁心原聲專輯 – 2001.04.20
- 真經典鍾鎮濤 (collection) – 2001.07.27
- 還有你 (2 disques, collection) – 2002.08.22
- 濤出新天 – 2006.12.29
- 佛誕吉祥 – 2009[5]

### Albums en mandarin
- 我的伙伴 – 1979.05.09
- 早安台北 – 1979.08.20
- 白衣少女 – 1980
- 鍾鎮濤專輯 (Collection) – 1981
- 鍾鎮濤(阿B) (mandarin/cantonais) – 1982
- 表錯七日情(國) (mandarin/cantonais) – 1983
- 哦！寶貝‧為甚麼 – 1983
- 詩人與情人 – 1989.02
- 捨不得•這樣的日子 – 1989
- 捨不得 – 1990
- 飄 – 1990.09
- 活出自己 – 1991.06
- 我的世界只有你最懂 – 1992.06
- 祝你健康快樂 – 1993.09
- 情人的眼睛 (Collection) – 1994.02
- 簡簡單單的生活 – 1994
- 《煙鎖重樓》 – 1994.11.22
- 情歌對唱集(寂寞) (avec Teresa Cheung, mandarin/cantonais) – 1995.05
- 痴心愛你 – 1995.06
- 男人 – 2004.02.16

### Albums en anglais
- Why Worry – 1997